# 1015 Christa
1015 Christa är en asteroid i huvudbältet som upptäcktes den 31 januari 1924 av den tyske astronomen Karl Wilhelm Reinmuth, som ensam upptäckte nästan 400 asteroider. Dess preliminära beteckning var 1924 QF. Bakgrunden till det namn den sedan fått är okänd.
Christas senaste periheliepassage skedde den 5 april 2020. Dess rotationstid har beräknats till 11,230 timmar. 